# Сальвадор на летних Олимпийских играх 2004
Сальвадор принимал участие в Летних Олимпийских играх 2004 года в Афинах (Греция) в восьмой раз за свою историю, но не завоевал ни одной медали. Сборная страны состояла из 2 мужчин и 5 женщин.